# Celso Ayala
Celso Rafael Ayala Gavilán, född 20 augusti 1970 i Asunción, är en före detta fotbollsspelare från Paraguay. Under sin karriär spelade han bland annat i River Plate, Atlético Madrid och São Paulo. För Paraguays landslag gjorde han 85 landskamper och var med i bland annat VM 1998 samt VM 2002.

## Meriter
Olimpia
- Supercopa Libertadores: 1990
- Copa Libertadores: 1990
- Recopa Sudamericana: 1991
- Primera División de Paraguay: 1993

River Plate
- Copa Sudamericana: 1995
- Copa Libertadores: 1996
- Torneo Apertura: 1996, 1997
- Torneo Clausura: 1997, 2002, 2003, 2004
- Supercopa Libertadores: 1997

São Paulo
- Torneo Clausura: 2000

Colo-Colo
- Torneo Apertura: 2006